# Mycetina emmerichi
Mycetina emmerichi es una especie de coleóptero de la familia Endomychidae.

## Distribución geográfica
Habita en Sichuan (China).